# Cavaillon
Cavaillon é uma comuna francesa na região administrativa da Provença-Alpes-Costa Azul, no departamento de Vaucluse. Estende-se por uma área de 45.96 km². Em 2010 a comuna tinha 26 611 habitantes (densidade: 579 hab./km²).